# تانینگیای ایرانی
تانینگیای ایرانی یکی از گونه‌های ماهی مرکب است.
این جانور به خانواده سرپاوران هشت‌بازو تعلق دارد.

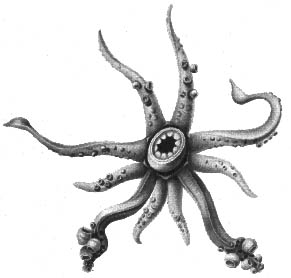
نمایی از سوی دهان